# Heliconius ocannensis
Heliconius ocannensis är en fjärilsart som beskrevs av Hans Ferdinand Emil Julius Stichel 1905. Heliconius ocannensis ingår i släktet Heliconius och familjen praktfjärilar. Inga underarter finns listade i Catalogue of Life.